# Richard Thorp
Richard Thorp (2 de enero de 1932 - 22 de mayo de 2013) fue un actor británico, más conocido por interpretar a Alan Turner en el serial televisivo de ITV, Emmerdale desde 1982 hasta 2013. También apareció en varias películas como: The Dam Busters (1955) y The Barrets of Wimpole Street (1957).

## Carrera
En televisión interpretó al Dr. John Rennie en Emergency Ward 10 (1957/67), Doug Randall en Crossroads (1975) y Det. Sgt. Jacklin en Strangers (1982). Fue el integrante de mayor antigüedad en el serial televisivo Emmerdale desde la muerte de Clive Hornby en 2008.

## Filmografía
- Melody in the Dark (1949)
- The Dam Busters (1955)
- The Barretts of Wimpole Street (1957)
- There's Always a Thursday (1957)
- The Good Companions (1957)
- The Last Train (1960)
- The Iron Maiden (1962)
- Bitter Harvest (1963)
- Mystery Submarine (1963)
- Lancelot and Guinevere (1963)
- Suburban Wives (1971)